# Brytyjska Kompania Południowoafrykańska

Symbol Brytyjskiej Kompanii Południowoafrykańskiej

Brytyjska Kompania Południowoafrykańska (ang. British South Africa Company, BSAC) – brytyjska kompania handlowa założona w 1889 roku z inicjatywy Cecila Rhodesa, odpowiedzialna za kolonizację Rodezji (obszar obecnej Zambii i Zimbabwe), zarządzająca tym terytorium, za przyzwoleniem rządu brytyjskiego, do 1923 roku. Jej działalność w dużej mierze skupiała się na poszukiwaniach i eksploatacji złóż mineralnych.
Spółka wzorowana na Brytyjskiej Kompanii Wschodnioindyjskiej, została upoważniona przez rząd brytyjski do prowadzenia dyplomacji z władcami rdzennych plemion zamieszkujących podlegający jej obszar i do utrzymywania własnej policji. Kontynuowała działalność po wygaśnięciu w 1923 roku koncesji na zarządzanie terytorium Rodezji (Rodezja Południowa ustanowiona została samorządną kolonią, Rodezja Północna przeszła pod bezpośrednią władzę rządu brytyjskiego). W 1933 roku sprzedała prawa do eksploatacji złóż mineralnych na terenie Rodezji Południowej tamtejszemu rządowi;
jednocześnie zdywersyfikowała działalność na transport kolejowy, budownictwo i rolnictwo. Wkrótce po ogłoszeniu niepodległości przez Zambię (dawna Rodezja Północna), tamtejsze złoża poddano nacjonalizacji. Kompania zakończyła działalność w 1965 roku, kiedy to weszła w skład spółki górniczej Charter Consolidated.